# 百山祖
百山祖国家级自然保护区位于浙江省庆元县，面积约108.8平方千米。管理处设于庆元县百山祖乡车根村，距庆元县城38千米，距丽水市261公里。主峰海拔1856.7米，为浙江第二高峰，享有“百山之祖”及“三江之源”之美誉。
主要保护品种：华南虎、百山祖冷杉。

## 景点
- 孔雀瀑
- 玉峰夕照，又名：白岩背，海拔1860米。
- 香炉山，又名：烧香岩，海拔1832米，实地勘测经度:119°09′，纬度27°03′。